# ワイル半金属
ワイル半金属（ワイルはんきんぞく）は、場の量子論や標準模型において重要な役割を果たしている質量のないカイラルフェルミオンである。場の量子論におけるフェルミオンの基礎的要素と考えられており、ヘルマン・ワイルにより導出されたワイルの方程式と呼ばれるディラック方程式の解から予測された。例えば、有限のカイラリティを有する荷電ディラックフェルミオンの半数はワイルフェルミオンである。
自然界で基本的な粒子として観察はなされていない。ワイルフェルミオンは低エネルギー凝縮物質系において出現する準粒子として実現できる可能性がある。この予測は電子結晶のような固体系の電子バンド構造の文脈においてConyers Herringにより最初に提案された。
提案された最初の（非電子）液体状態も同様に出現するが中性的な励起を有し、フェルミ点を観察したものと理論的に解釈された超流動のカイラル異常はヘリウム3A液体中にある。結晶性ヒ化タンタル(TaAs)は、最初に発見されたトポロジカルな表面フェルミアークを示すトポロジカルなワイルフェルミオン半金属である。フェルミアークにおいてはワイルフェルミオンはHerringにより最初の提案の線に従って帯電している。電子ワイルフェルミオンは帯電しているだけでなく、室温で安定である。室温での超流動状態や液体状態は不明である。

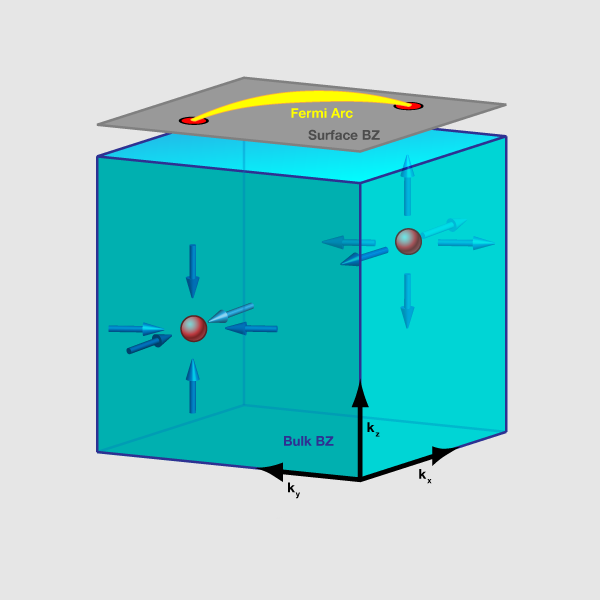
ワイルノードとフェルミアーク含むワイル半金属状態の概略図。ワイルノードは運動量空間の単極子と反単極子である。このスケッチは参考文献を改変したものである。

## 実験的観測
ワイル半金属は、その低エネルギー励起が室温であっても電荷を運ぶワイルフェルミオンである固体結晶である。ワイル半金属は電子系におけるワイルフェルミオンの実現を可能にする。これはヘリウム3超流動相とともにトポロジカル絶縁体を超えてトポロジカルの分類を広げるトポロジカルに重要ではない物質相である。ゼロエネルギーのワイルフェルミオンは運動量空間で分離されたバルクバンド縮退の点、ワイルノード（もしくはフェルミ点）に対応する。ワイルフェルミオンは左と右いずれかの異なるカイラリティを有する。
ワイル半金属結晶では、ワイルノード（フェルミ点）に関連するキラリティは運動量空間におけるベリー曲率の単極子と反単極子につながるトポロジー電荷として理解することができ、これ（分割）はこの相のトポロジカル不変量として働く。グラフェンもしくはトポロジカル絶縁体表面のディラックフェルミオンと比較して、ワイル半金属のワイルフェルミオンは最もロバストな電子であり、結晶格子の並進対称性を除き対称性に依存しない。したがって、ワイル半金属中のワイルフェルミオン準粒子は高い移動度を有する。無視できないトポロジーにより、ワイル半金属はその表面上でフェルミアーク電子状態を示すことが期待される。これらのアークは2次元フェルミ輪郭（表面のワイルフェルミオンノードの投影で終わる）の不連続・ばらばらな部分である。2012年の超流動ヘリウム3の理論的研究では、中性超流動でフェルミアークが示唆された。

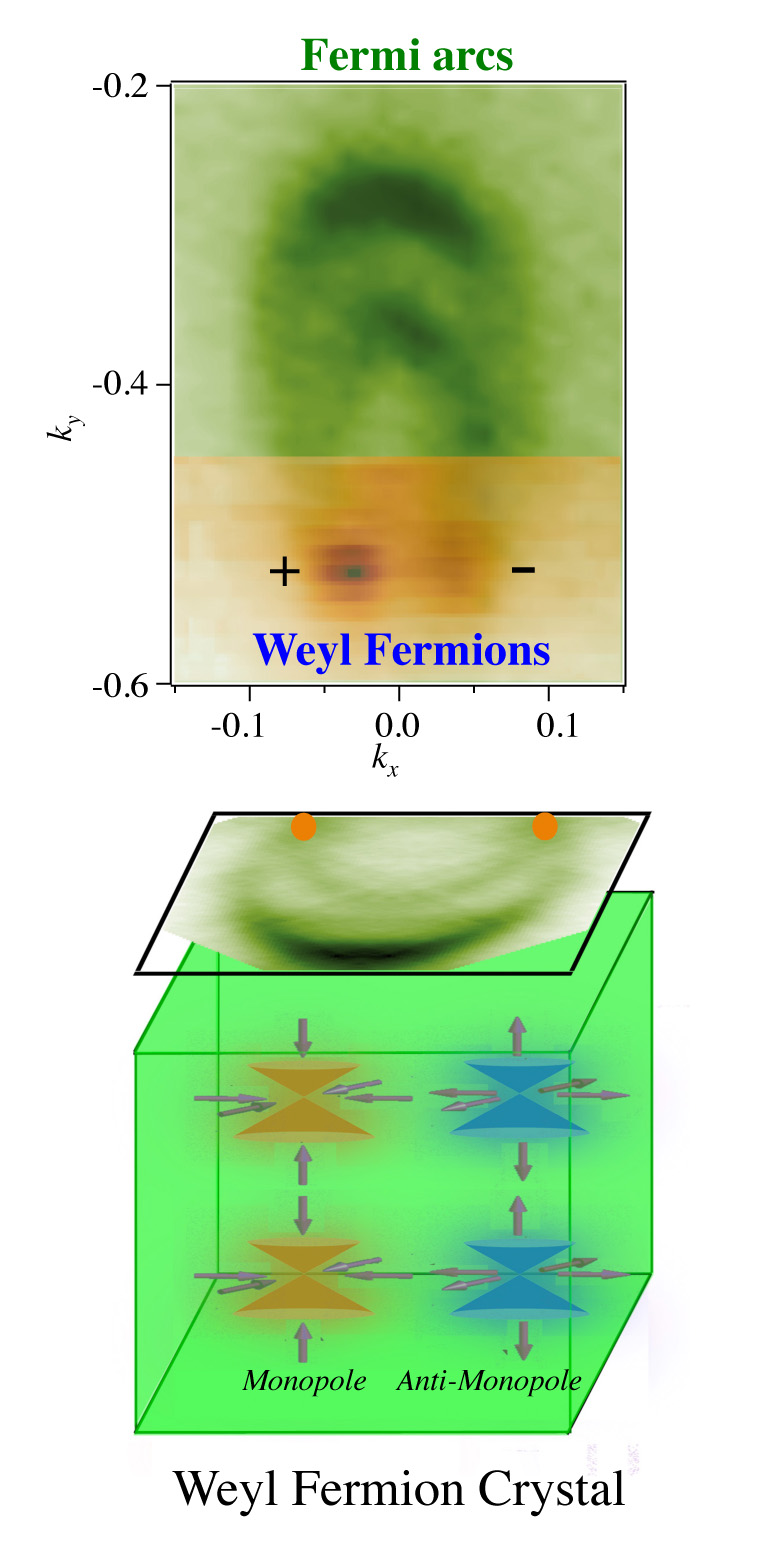
検出器の画像（上）は、ワイルフェルミオンノードとフェルミアークの存在を示している。±記号は粒子のキラリティを示している。下の図は、結晶内のワイルフェルミオンが運動量空間における単極子および反単極子と考えることができる方法を示している（Su-Yang Xu and M. Zahid Hasanによるイメージ図）。

2015年7月16日、反転対称性を破る単結晶材料であるヒ化タンタル (TaAs) におけるワイルフェルミオン半金属とトポロジカルフェルミアークが初めて実験的に観測された。ワイルフェルミオンとフェルミアーク表面状態の両方が、ARPESを用いた直接電子イメージングにより観察され、トポロジカルな特性が初めて確立された。この発見はバングラデシュの科学者M Zahid Hasan率いるチームが2014年11月に提案した理論的予測に基づいている。
ワイル点（フェルミ点）は、フォトニック結晶やヘリウム3超流動準粒子スペクトル（中性フェルミオン）などの非電子系でも観測されている。

## 結晶成長、構造、形態
TaAsは最初に発見されたワイル半金属（導体）である。ヨウ素を輸送剤として用いた化学気相輸送法により大きく(~1 cm)高品質なTaAs単結晶が得られる。
TaAsは、格子定数a = 3.44 Å、c = 11.64 Åおよび空間群I41md (No. 109)の体心正方晶単位格子で結晶化する。Ta原子とAs原子は互いに6つ配位している。この構造には水平鏡面がなく、それにより反転対称性がない。このことはワイル半金属を実現する上では不可欠である。
TaAs単結晶は光沢のある面を持ち、3つのグループに分けることができる。 2つの切頭面は{001}、台形もしくは二等辺三角形の面は{101}、長方形は{112}である。TaAsは点群4mmに属し、同等の{101}と{112}平面はditetragonalな外観を作る必要がある。観察される形態は理想的な形の縮退した場合により異なる。

## 応用
バルク中のワイルフェルミオンとワイル半金属の表面上のフェルミアークは、物理学と材料技術において興味の対象となっている。荷電したワイルフェルミオンの高い移動度は、電子工学やコンピューティングにおいて用途が見出される。
2017年、ウィーン工科大学の研究チームは新たな材料を開発するための実験研究を行い、ライス大学のチームが理論研究を行い、ワイル-近藤半金属と呼ばれる材料を作り出した。
2019年、ボストンカレッジのチーム率いる国際的な研究者のグループは、ワイル半金属ヒ化タンタルがあらゆる材料の最大で固有の光から電気への変換を実現した。これは以前達成されたものの10倍以上であった。